# Ferenc Kazinczy

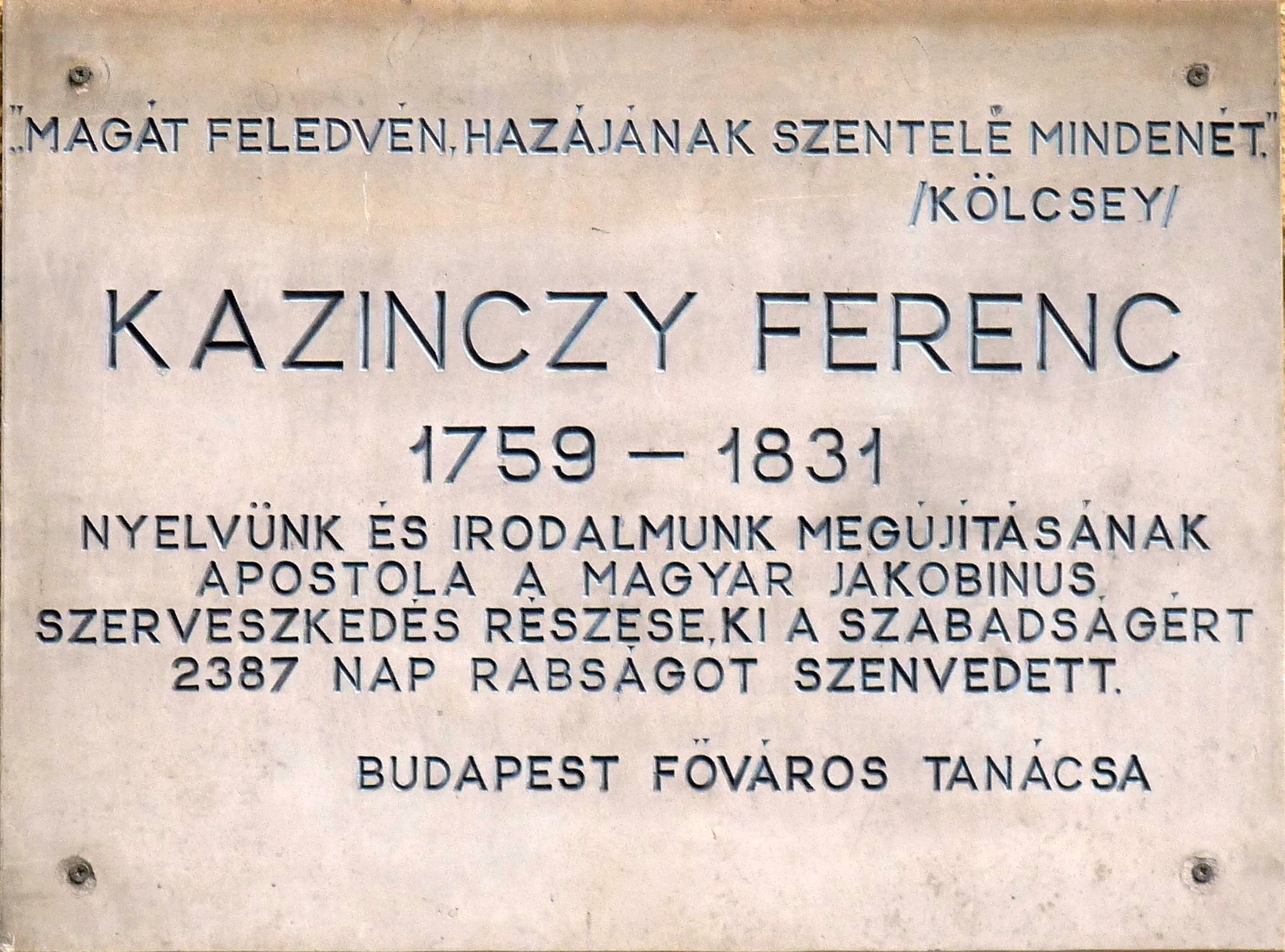
Pamětní deska v Budapešti

Ferenc Kazinzcy (maďarsky Kazinczy Ferenc; 27. říjen 1759, Érsemjén – 23. srpen 1831, Széphalom, dnes část Sátoraljaújhely) byl maďarský šlechtic a jazykovědec. Odstartováním jazykové reformy se zasloužil o vznik moderní maďarštiny.

## Život
Pocházel ze zemanské rodiny. Studoval na evangelickém lyceu v Kežmarku a na kalvínském kolegiu v Sárospataku. Právo studoval v Košicích, v Prešově a v Pešti. Od roku 1784 byl členem zednářského hnutí. V roce ho 1785 císař Josef II. jmenoval inspektorem východouherského školního obvodu se sídlem v Košicích. Jeho reakcí na státní germanismus Josefa II. byla snaha o obrodu maďarského jazyka. Proto se začal věnovat zvelebování maďarštiny překladem klasiků a slovotvorbou z maďarských archaismů. Reformou jazyka, kdy bylo vytvořeno více než 10 000 nových slov, položil základy moderní maďarštiny. Za tímto účelem v roce 1788 založil se svými druhy Dávidem Baróty-Sabém a Jánosem Batsányem v Košicích Košickou maďarskou společnost (Kassai Magyar társaság). V letech 1788–1792 zde vydávali první maďarský literární časopis Maďarské muzeum (Magyar Muzeum). Z Košic je znám i jeho překlad Hamleta. V letech 1790–1791 vydával v Košicích vlastní zednářský časopis Orpheus.
V roce 1791 ho propustili ze státní správy kvůli kalvínskému vyznání. Odcestoval do Vídně, kde se přidal k uherskému jakobínskému hnutí vedenému Ignácem Martinovičem. V roce 1794 byl proto zatčen a v roce 1795 odsouzen k trestu smrti. Císař František I. rozsudek změnil na vězení na neurčitou dobu. Věznili ho na Špilberku, v Kufsteinu a v Mukačevu. V roce 1801 byl propuštěn a usadil se na Zemplínském statku Széphalom při Novém Městě pod Šiatrom. V letech 1814–1816 byl publikován soubor jeho děl a básní v devíti svazcích a soubor jeho listů v pěti svazcích. V roce 1828 se stal zakládajícím členem uherské vědecké společnosti (předchůdkyně Akademie věd) a prvním korespondentem její historické sekce. V roce 1831 zemřel na choleru.

## Česká vydání
- Ferenc Kazinczy a Brno (vězeňský deník Ference Kazinczyho a jeho pobyt v Brně), Brno: Masarykova univerzita 2000, k vydání připravil, poznámky a vysvětlivky pořídil a úvodní studii napsal Richard Pražák, překlad Marcela Husová, ISBN 80-210-2366-X.[3]